# Куиза (кантон)
Куиза́ (фр. Couiza) — кантон во Франции, находится в регионе Лангедок — Руссильон, департамент Од. Входит в состав округа Лиму.
Код INSEE кантона — 1113. Всего в кантон Куиза входят 22 коммуны, из них главной коммуной является Куиза.

## Коммуны кантона
| Коммуна               | Население, чел. (1999) | Почтовый индекс | Код INSEE |
| --------------------- | ---------------------- | --------------- | --------- |
| Антюньяк              | 266                    | 11190           | 11010     |
| Арк                   | 199                    | 11190           | 11015     |
| Бюгараш               | 176                    | 11190           | 11055     |
| Вальмижер             | 25                     | 11580           | 11402     |
| Кан-сюр-л’Агли        | 60                     | 11190           | 11065     |
| Касень                | 49                     | 11190           | 11073     |
| Конийак-де-ла-Монтань | 45                     | 11190           | 11097     |
| Куиза                 | 1 194                  | 11190           | 11103     |
| Кустосса              | 49                     | 11190           | 11109     |
| Кюбьер-сюр-Синобль    | 64                     | 11190           | 11112     |
| Ла-Серпан             | 77                     | 11190           | 11376     |
| Люк-сюр-Од            | 173                    | 11190           | 11209     |
| Миссегр               | 66                     | 11580           | 11235     |
| Монтазель             | 469                    | 11190           | 11240     |
| Пероль                | 57                     | 11190           | 11287     |
| Рен-ле-Бен            | 159                    | 11190           | 11310     |
| Рен-ле-Шато           | 111                    | 11190           | 11309     |
| Роктайад              | 192                    | 11300           | 11323     |
| Сер                   | 58                     | 11190           | 11377     |
| Сугрень               | 54                     | 11190           | 11381     |
| Терроль               | 15                     | 11580           | 11389     |
| Фурту                 | 53                     | 11190           | 11155     |

## Население
Население кантона на 1999 год составляло 3 611 человек.
| 1962  | 1968  | 1975  | 1982  | 1990  | 1999  | 2006 | 2007 |
| ----- | ----- | ----- | ----- | ----- | ----- | ---- | ---- |
| 3 033 | 3 572 | 3 503 | 3 511 | 3 814 | 3 611 | -    | -    |